# Distretto di Sarahs
Il distretto di Sarahs è un distretto del Turkmenistan situato nella provincia di Ahal. Ha per capoluogo la città di Sarahs.